# Lucas Achtschellinck
Lucas Achtschellinck   (Brussel·les, 16 de gener de 1626 - Brussel·les, 12 de maig de 1699), va ser un pintor barroc flamenc, especialitzat en la pintura de paisatge.

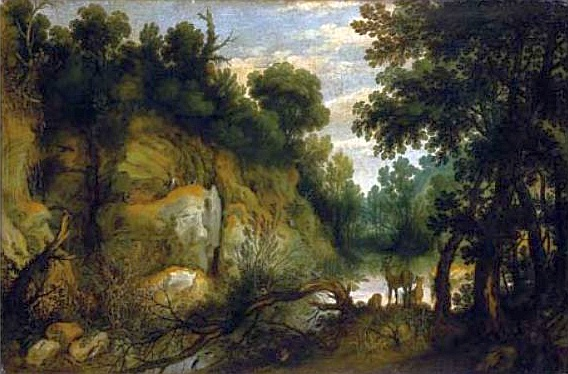
Paisatge fluvial amb animals, oli sobre llenç, 76 x 114 cm, col·lecció privada.

Va néixer a Brussel·les on va ser batejat el 16 de gener de 1605. Va entrar com a aprenent de Pieter van der Borcht IV el 1639 i va aprendre la tècnica de la pintura de paisatge amb Lodewijk de Vadder. El 1657 va ser aprovat com a mestre a la seva ciutat natal, on entre 1687 i 1689 va exercir el càrrec de degà de la corporació. Va tenir com a deixeble a Theobald Michau.
Influït per Jacques d'Arthois, els seus paisatges, inspirats en el bosc de Soignes, segueixen els efectes atmosfèrics dels paisatges de Rubens, amplificant el seu valor pictòric i decoratiu per la utilització de subtils gradacions de color. D'ell es coneixen alguns paisatges animats amb escenes bíbliques pintats per a esglésies i convents i, com en altres casos, és possible que col·laborés amb altres mestres, als quals va poder proporcionar els fons de paisatge a més d'ocupar-se en l'execució de cartrons per a tapissos.